# Donna Harpauer
Donna Harpauer est une femme politique canadienne. Elle siège comme députée provinciale à l'Assemblée législative de la Saskatchewan sous la bannière du Parti saskatchewanais. Elle représente les circonscriptions de Watrous (1999-2003), Humboldt (2003-2016) et Humboldt-Watrous (2016-2024).
Elle a été élue pour la première fois à l'Assemblée législative lors de l'élection saskatchewanaise du 16 septembre 1999, en défaisant le député néo-démocrate sortant de la circonscription de Watrous, Eric Upshall. Après la dissolution de sa circonscription, elle est réélue dans la nouvelle circonscription de Humboldt lors de l'élection saskatchewanaise du 5 novembre 2003.